# فرودگاه دیر لیک
فرودگاه دیر لیک (به انگلیسی: Deer Lake Airport) یک فرودگاه همگانی با کد یاتا YVZ است که یک باند فرود شن دارد و طول باند آن ۱۰۶۹ متر است. این فرودگاه در کشور کانادا قرار دارد و در ارتفاع ۳۳۳ متری از سطح دریا واقع شده‌است.